# Dreamz Ladies Football Club
Le Dreamz Ladies FC est un club féminin de football ghanéen basé à Kumasi. C'est la section féminine du Dreams FC.

## Histoire
Les Dreamz Ladies terminent deuxièmes de la zone nord de la D2 en 2021, gagnant leur promotion en première division.
Lors de la saison 2022-2023, les Dreamz Ladies terminent le championnat à la deuxième place de la zone nord derrière Ampem Darkoa.
Le 4 juillet 2023, le club devient l'équipe féminine du Dreams FC. Le club masculin s'est en effet qualifié pour la première fois pour la Coupe de la confédération et le règlement de la CAF exige d'avoir une section féminine pour participer aux compétitions continentales.
L'équipe termine troisième de la zone nord en 2023-2024 et sort dès les seizièmes de finale de coupe face aux Prisons Ladies (1-2).
En 2024, les Dreamz Ladies éliminent les Hasaacas en demi-finale de supercoupe (2-1) avant de dominer Ampem Darkoa en finale (2-1). Le club s'offre son premier trophée national.

## Palmarès
Supercoupe du Ghana (1) :
- Vainqueur en 2024